# 최혁
최혁은 대한민국의 배우이다.

## 학력
- Cours Florent 만장일치수석졸업

## 출연작

### 영화
- 《그런 영화 아니잖아요》 (2006년) - 젊은이 역
- 《에드워드 양을 추억하며》 (2008년) - 준영 역
- 《그놈둘, 그녀하나》 (2012년) - 그놈 둘 역
- 《미안해, 고마워》 (2012년) - 동물병원 조수 역
- 《션샤인 러브》 (2013년) - 짝사랑녀 남친 역
- 《대회전》 (2013년) - 봉이 역
- 《운동회》 (2018년) - 민석 역

### 연극
- 《Baal》 (2013) ... Baal 역 (Paris, France)
- 《Hamlet》 (2014) ... Hamlet 역 (Paris, France)
- 《L’avare》 (2015) ... Harpagon 역 (Paris, France)
- 《Grand-peur et misère du IIIe Reich》 (2016) ... Y 역 (Paris, France)